# مسابقات فرمول یک فصل ۲۰۱۳
مسابقات فرمول یک فصل ۲۰۱۳ شصت و هفتمین دورهٔ مسابقات اتومبیل‌رانی فرمول یک بود که توسط فدراسیون بین‌المللی اتومبیل‌رانی به عنوان بالاترین سطح رقابت خودروهای مسابقه‌ای چرخ‌باز تأیید شده‌است. یازده تیم و بیست و سه راننده در ۱۹ مسابقه جایزه بزرگ شرکت کردند تا رانندهٔ برندهٔ مسابقات جهانی رانندگان و تیم برندهٔ مسابقات جهانی سازندگان مشخص شود. فصل ۲۰۱۳ با مسابقهٔ استرالیا در ۱۷ مارس آغاز شد و با مسابقهٔ برزیل در ۲۴ نوامبر به پایان رسید.
فصل ۲۰۱۳ آخرین فصلی بود که از تنظیمات موتور وی۸ ۲٫۴ لیتری استفاده می‌شد. از سال ۲۰۱۴ موتور وی۶ توربوشارژ ۱٫۵ لیتری جایگزین آن شد. همچنین با بازنشسته شدن میشائیل شوماخر در پایان فصل ۲۰۱۲، نخستین فصلی بود که هیچ راننده‌ای از سدهٔ پیش در آن شرکت نداشت. جنسون باتن که در سال ۲۰۰۰ وارد فرمول یک شده‌بود، باتجربه‌ترین رانندهٔ فصل بود.
سباستین فتل با موفقیت از عنوان قهرمانی خود دفاع کرد و چهار مسابقه پیش از پایان فصل، برای چهارمین بار پیاپی قهرمان جهان شد. به این ترتیب او سومین راننده‌ای شد که چهار قهرمانی پیاپی در فرمول یک به دست آورده‌است. همچنین عملکرد فتل در فصل ۲۰۱۳ برای او جایزهٔ لوریس ورزشکار برتر سال را به ارمغان آورد. فتل پس از آلن پروست، خوان مانوئل فانخیو و میشائیل شوماخر چهارمین راننده‌ای بود که دست کم چهار بار قهرمان شده‌است.
تیم مسابقه ردبول با همکاری فتل و هم‌تیمی او مارک وبر در همان مسابقه‌ای که فتل قهرمان شد، از عنوان قهرمانی جهان سازندگان دفاع کرد.

## تیم‌ها و رانندگان
تیم‌ها و رانندگان زیر برای رقابت در فصل ۲۰۱۳ تحت توافق‌نامهٔ کنکورد قرارداد بستند. در جایزه بزرگ مالزی ۲۰۱۲ برنی اکلستون اعلام کرد که اکثریت تیم‌های حاضر در فصل ۲۰۱۲ با حضور در فصل ۲۰۱۳ موافقت کرده‌اند. سپس در جایزه بزرگ بریتانیا اعلام کرد همهٔ تیم‌ها با اصول قرارداد جدید موافق هستند و آخرین نسخهٔ توافق‌نامه پیش از جایزه بزرگ هند ۲۰۱۲ در اختیار تیم‌ها قرار گرفت.
فهرست ورودی اولیه توسط فدراسیون بین‌المللی در ۳۰ نوامبر ۲۰۱۲ و فهرست نهایی در ۳ مارس ۲۰۱۳ منتشر شد.
| ورودی                             | سازنده            | شاسی        | موتور            | لاستیک | شماره | رانندگان مسابقه‌ای   | مسابقات | رانندگان تمرینی                        |
| --------------------------------- | ----------------- | ----------- | ---------------- | ------ | ----- | ------------------- | ------- | -------------------------------------- |
| اینفینیتی ردبول ریسینگ            | ردبول-رنو         | آربی۹       | رنو آراس۲۷–۲۰۱۳  | P      | ۱     | سباستین فتل         | همه     | —                                      |
| اینفینیتی ردبول ریسینگ            | ردبول-رنو         | آربی۹       | رنو آراس۲۷–۲۰۱۳  | P      | ۲     | مارک وبر            | همه     | —                                      |
| اسکودریا فراری                    | فراری             | اف۱۳۸       | فراری نوع ۰۵۶    | P      | ۳     | فرناندو آلونسو      | همه     | —                                      |
| اسکودریا فراری                    | فراری             | اف۱۳۸       | فراری نوع ۰۵۶    | P      | ۴     | فلیپه ماسا          | همه     | —                                      |
| وودافون مک‌لارن مرسدس              | مک‌لارن-مرسدس      | ام‌پی۴–۲۸    | مرسدس اف‌او ۱۰۸اف | P      | ۵     | جنسون باتن          | همه     | —                                      |
| وودافون مک‌لارن مرسدس              | مک‌لارن-مرسدس      | ام‌پی۴–۲۸    | مرسدس اف‌او ۱۰۸اف | P      | ۶     | Sergio Pérez        | همه     | —                                      |
| تیم فرمول یک لوتوس                | لوتوس-رنو         | ای۲۱        | رنو آراس۲۷–۲۰۱۳  | P      | ۷     | کیمی رایکونن        | ۱–۱۷    | —                                      |
| تیم فرمول یک لوتوس                | لوتوس-رنو         | ای۲۱        | رنو آراس۲۷–۲۰۱۳  | P      | ۷     | هیکی کوالاینن       | ۱۸–۱۹   | —                                      |
| تیم فرمول یک لوتوس                | لوتوس-رنو         | ای۲۱        | رنو آراس۲۷–۲۰۱۳  | P      | ۸     | رومن گروژان         | همه     | —                                      |
| تیم فرمول یک مرسدس ای‌ام‌جی پتروناس | مرسدس             | اف۱ دبلیو۰۴ | مرسدس اف‌او ۱۰۸اف | P      | ۹     | نیکو رزبرگ          | همه     | —                                      |
| تیم فرمول یک مرسدس ای‌ام‌جی پتروناس | مرسدس             | اف۱ دبلیو۰۴ | مرسدس اف‌او ۱۰۸اف | P      | ۱۰    | لوئیز همیلتون       | همه     | —                                      |
| تیم فرمول یک ساوبر                | سائوبر-فراری      | سی۳۲        | فراری نوع ۰۵۶    | P      | ۱۱    | نیکو هولکنبرگ       | همه     | —                                      |
| تیم فرمول یک ساوبر                | سائوبر-فراری      | سی۳۲        | فراری نوع ۰۵۶    | P      | ۱۲    | Esteban Gutiérrez   | همه     | —                                      |
| تیم فرمول یک ساهارا فورس ایندیا   | فورس ایندیا-مرسدس | وی‌جی‌ام۰۶    | مرسدس اف‌او ۱۰۸اف | P      | ۱۴    | Paul di Resta       | همه     | James Calado                           |
| تیم فرمول یک ساهارا فورس ایندیا   | فورس ایندیا-مرسدس | وی‌جی‌ام۰۶    | مرسدس اف‌او ۱۰۸اف | P      | ۱۵    | آدریان زوتیل        | همه     | James Calado                           |
| تیم فرمول یک ویلیامز              | ویلیامز-رنو       | اف‌دبلیو۳۵   | رنو آراس۲۷–۲۰۱۳  | P      | ۱۶    | پاستور مالدونادو    | همه     | —                                      |
| تیم فرمول یک ویلیامز              | ویلیامز-رنو       | اف‌دبلیو۳۵   | رنو آراس۲۷–۲۰۱۳  | P      | ۱۷    | والتری بوتاس        | همه     | —                                      |
| اسکودریا تورو روسو                | تورو روسو-فراری   | اس‌آرتی۸     | فراری نوع ۰۵۶    | P      | ۱۸    | Jean-Éric Vergne    | همه     | Daniil Kvyat                           |
| اسکودریا تورو روسو                | تورو روسو-فراری   | اس‌آرتی۸     | فراری نوع ۰۵۶    | P      | ۱۹    | دنیل ریکاردو        | همه     | Daniil Kvyat                           |
| تیم فرمول یک کترهام               | کترهام-رنو        | سی‌تی۰۳      | رنو آراس۲۷–۲۰۱۳  | P      | ۲۰    | Charles Pic         | همه     | Ma Qinghua هیکی کوالاینن الکساندر روسی |
| تیم فرمول یک کترهام               | کترهام-رنو        | سی‌تی۰۳      | رنو آراس۲۷–۲۰۱۳  | P      | ۲۱    | Giedo van der Garde | همه     | Ma Qinghua هیکی کوالاینن الکساندر روسی |
| تیم فرمول یک ماروسیا              | ماروسیا-کازوورث   | ام‌آر۰۲      | کازوورث سی‌ای۲۰۱۳ | P      | ۲۲    | ژول بیانچی          | همه     | Rodolfo González                       |
| تیم فرمول یک ماروسیا              | ماروسیا-کازوورث   | ام‌آر۰۲      | کازوورث سی‌ای۲۰۱۳ | P      | ۲۳    | Max Chilton         | همه     | Rodolfo González                       |

### تغییر تیم‌ها

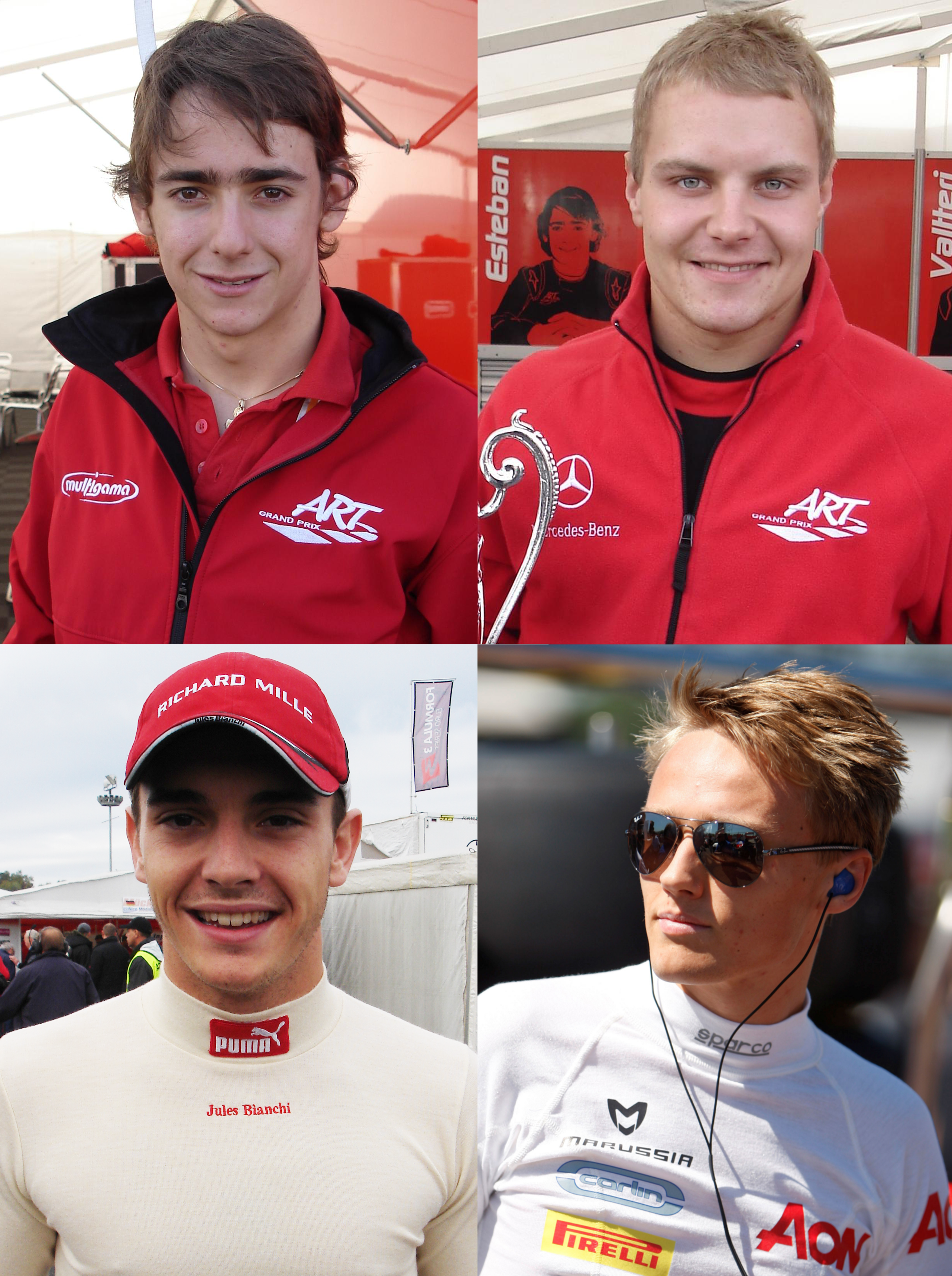
پنج راننده در فصل ۲۰۱۳ نخستین حضور خود در فرمول یک را تجربه کردند. چهار رانندهٔ تصویر بالا (از بالا راست به صورت ساعتگرد): والتری بوتاس (ویلیامز)، مکس چیلتون و ژول بیانچی (ماروسیا) و استبان گوتیرز (ساوبر). گیدو فن در گارد در تصویر دیده نمی‌شود.

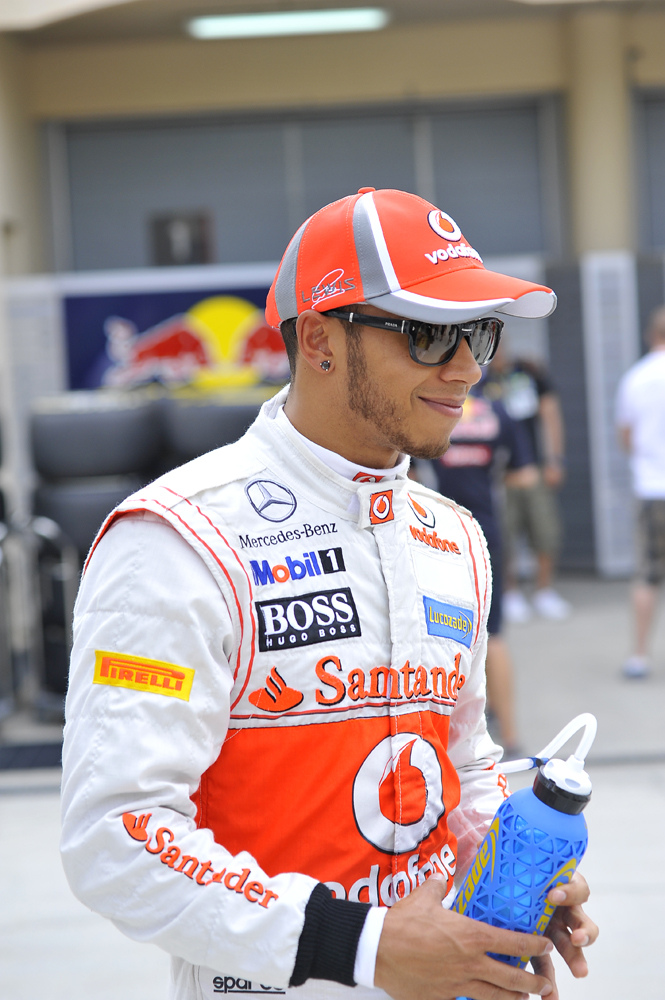
لوئیز همیلتون از مک‌لارن جدا شد و به مرسدس بنز پیوست.

تسان کپیتال مالک تیم اچ‌آرتی در نوامبر ۲۰۱۲ اعلام کرد که قصد دارد تیم را به فروش برساند. اگر تا ۳۰ نوامبر (آخرین مهلت پرداخت ورودی برای فصل ۲۰۱۳) خریداری برای تیم پیدا نمی‌شد، تیم بسته می‌شد. تسان کپیتال نتوانست خریداری پیدا کند و تیم اچ‌آرتی از فهرست ورودی ۲۰۱۳ کنار گذاشته شد. مدتی بعد خبر تصفیه شرکت منتشر شد و در نهایت به تئو مارتین که مالک شرکتی در زمینهٔ بازیافت قطعات خودرو بود، فروخته شد.

### تغییر رانندگان
میشائیل شوماخر در فصل ۲۰۱۰ قراردادی سه‌ساله با مرسدس ای‌ام‌جی بست و با خاتمهٔ قرارداد در پایان فصل ۲۰۱۲ پیشنهادی برای تمدید قرارداد او در فصل ۲۰۱۳ ارائه شد. ولی شوماخر که نتایج خوبی در سه فصل گذشته به دست نیاورده بود، دربارهٔ آیندهٔ خود مردد بود و مرسدس به دنبال به خدمت گرفتن رانندهٔ تازه‌ای رفت. پس از یک دوره مذاکره، لوئیز همیلتون، قهرمان فصل ۲۰۰۸ اعلام کرد که برای سه سال آینده به تیم مرسدس خواهد پیوست. با این انتقال، همکاری چهارده ساله همیلتون با مک‌لارن به پایان رسید. در نهایت، شوماخر بازنشستگی خود را در پایان فصل ۲۰۱۲ اعلام کرد.
با جدایی همیلتون از مک‌لارن، سرخیو پرز از ساوبر جانشین او شد. پرز پیشتر عضو انجمن رانندگان فراری بود و اگر صندلی خالی در فراری وجود داشت، نخستین نامزد پیوستن به تیم در نظر گرفته می‌شد. ولی اعتراف کرد با این که با تیم صحبت کرده‌بود، هرگز رانندگی برای آن‌ها را پیشنهادی واقعی نمی‌دانست. ضمناً مک‌لارن بهترین جایی بود که می‌توانست برود.
نیکو هالکنبرگ که قرارداری چندساله با فورس ایندیا امضا کرده‌بود، پس از یک سال از این تیم جدا شد تا صندلی خالی ساوبر را پر کند. استبان گوتیرز که در فصل‌های۲۰۱۱ و ۲۰۱۲ افزون بر شرکت در مسابقات جی‌پی۲ رانندهٔ آزمایشی و ذخیرهٔ ساوبر بود، هم‌تیمی هالکنبرگ شد. آدریان زوتیل که یک فصل دور از مسابقات بود، جانشین هالکنبرگ در فورس ایندیا شد.
با پیوستن هالکنبرگ و گوتیرز به ساوبر، دیگر جایی برای کامویی کوبایاشی در تیم نبود. کوبایاشی تلاش کرد با جمع‌آوری کمک از هواداران، سرمایه‌ای برای به دست آوردن یک صندلی فراهم کند. ولی مدت کوتاهی پس از آن که لوتوس اعلام کرد رومن گروژان را در فصل بعد حفظ خواهد کرد، کوبایاشی اعلام کرد امید خود برای به دست آوردن یک صندلی برای حضور در فصل ۲۰۱۳ را از دست داده‌است. البته او در فصل ۲۰۱۴ با تیم کترهام به فرمول یک بازگشت.
ویلیامز رانندهٔ آزمایشی و ذخیرهٔ خود، والتری بوتاس را به رانندهٔ تمام‌وقت ارتقا داد و او را جانشین برونو سنا کرد. بوتاس در فصل ۲۰۱۲ در پانزده جایزه بزرگ در مراحل تمرینی شرکت کرده‌بود. سنا که از تیم ویلیامز کنار گذاشته بود، ابتدا قرار بود به فورس ایندیا ملحق شود، ولی در نهایت وارد مسابقات قهرمانی استقامت جهان شد.

#### تغییرات میانهٔ فصل
کیمی رایکونن به دلیل عمل جراحی دو مسابقه آخر فصل را از دست داد و هم‌وطنش هیکی کوالاینن جایگزین او شد. او در جایزه بزرگ سنگاپور مصدوم شده‌بود و مدتی از درد پشت رنج می‌برد.

## زمان‌بندی فصل
نوزده مسابقهٔ جایزه بزرگ در تقویم فصل ۲۰۱۳ گنجانده شد. تعداد مسابقات در توافق‌نامه کنکورد که میان تیم‌ها، فدراسیون بین‌المللی اتومبیل‌رانی و مدیریت فرمول یک امضا شده‌بود، مشخص شد.
در جایزه بزرگ مجارستان ۲۰۱۲ اکلستون اعلام کرد فصل آینده باید شامل ۲۰ مسابقه و تا حد زیادی شبیه فصل ۲۰۱۲ باشد. تقویم موقت در جایزه بزرگ سنگاپور اعلام شد و در ۲۸ سپتامبر ۲۰۱۲ به تأیید شورای ورزش‌های موتوری فدراسیون رسید.
تقویم شامل ۲۰ مسابقه بود و برای نخستین بار جایزه بزرگ آمریکا در آن گنجانده شده‌بود. قرار بود این مسابقه در ۱۶ ژوئن در خیابان‌های نیوجرسی برگزار شود. پس از حذف این مسابقه از تقویم، تعداد مسابقات به ۱۹ مسابقه کاهش یافت. شورای ورزش‌های موتوری اعلام کرد پس از توافق اکلستون با برگزار کنندگان، بیستمین مرحله در پیستی در اروپا برگزار خواهد شد. در فوریهٔ ۲۰۱۳ اکلستون اعلام کرد جایگزینی پیدا نکرده‌است و ۱۹ جایزه بزرگ در تقویم باقی ماند.
| ۱     | جایزه بزرگ استرالیا       | پیست جایزه بزرگ ملبورن، ملبورن             | ۱۷ مارس    |
| ۲     | جایزه بزرگ مالزی          | پیست بین‌المللی سپانگ، کوالا لامپور         | ۲۴ مارس    |
| ۳     | جایزه بزرگ چین            | پیست بین‌المللی شانگهای، شانگهای            | ۱۴ آوریل   |
| ۴     | جایزه بزرگ بحرین          | پیست بین‌المللی بحرین، صخیر                 | ۲۱ آوریل   |
| ۵     | جایزه بزرگ اسپانیا        | پیست کاتالونیا، بارسلون                    | ۱۲ مه      |
| ۶     | مسابقات جایزه بزرگ موناکو | Circuit de Monaco، مونت‌کارلو               | ۲۶ مه      |
| ۷     | جایزه بزرگ کانادا         | Circuit Gilles Villeneuve، مونترآل         | ۹ ژوئن     |
| ۸     | جایزه بزرگ بریتانیا       | پیست سیلورستون، سیلورستون                  | ۳۰ ژوئن    |
| ۹     | جایزه بزرگ آلمان          | نوربورگ‌رینگ، نوربورگ                       | ۷ ژوئیه    |
| ۱۰    | جایزه بزرگ مجارستان       | ورزشگاه هونگارورینگ، بوداپست               | ۲۸ ژوئیه   |
| ۱۱    | جایزه بزرگ بلژیک          | پیست اسپا-فرانکورشان، ستوولو               | ۲۵ اوت     |
| ۱۲    | جایزه بزرگ ایتالیا        | پیست ناتزیوناله مونتزا، مونتزا             | ۸ سپتامبر  |
| ۱۳    | جایزه بزرگ سنگاپور        | پیست مارینا بی استریت، سنگاپور             | ۲۲ سپتامبر |
| ۱۴    | جایزه بزرگ کره            | Korea International Circuit, Yeongam       | ۶ اکتبر    |
| ۱۵    | جایزه بزرگ ژاپن           | پیست سوزوکا، سوزوکا                        | ۱۳ اکتبر   |
| ۱۶    | جایزه بزرگ هند            | Buddh International Circuit, Greater Noida | ۲۷ اکتبر   |
| ۱۷    | جایزه بزرگ ابوظبی         | پیست یاس مارینا، ابوظبی                    | ۳ نوامبر   |
| ۱۸    | جایزه بزرگ ایالات متحده   | پیست امریکاس، آستین                        | ۱۷ نوامبر  |
| ۱۹    | جایزه بزرگ برزیل          | پیست ژوزه کارلوس پیس، سائو پائولو          | ۲۴ نوامبر  |
| منبع: |                           |                                            |            |

## گزارش فصل

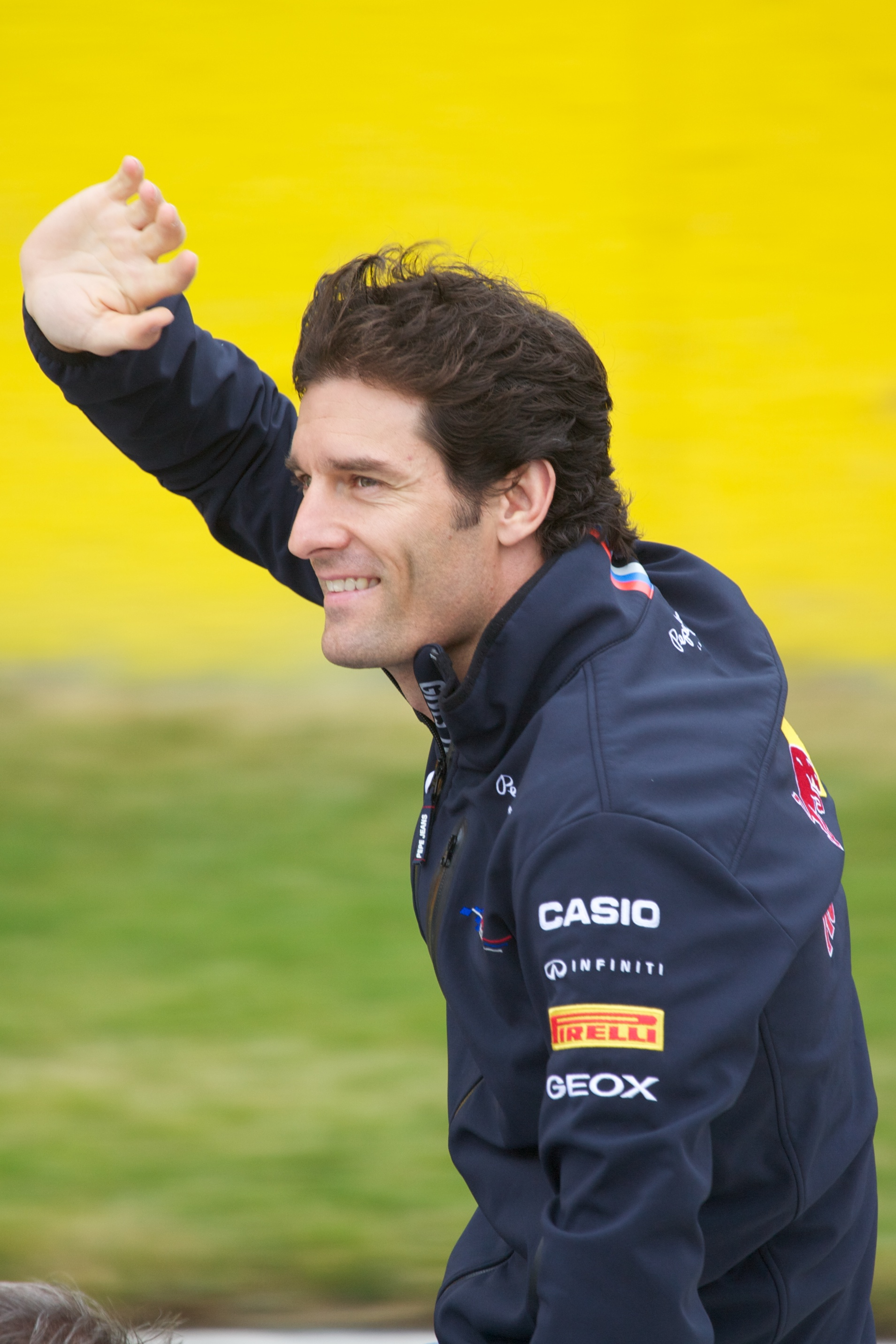
مارک وبر در آخرین فصل خود در فرمول یک رتبهٔ سوم را کسب کرد.

در پایان فصل، سباستین فتل از عنوان قهرمانی خود دفاع کرد. او با پیروزی در جایزه بزرگ هند، برتری خود را به ۱۱۵ امتیاز رساند که در سه مسابقهٔ باقیمانده قابل جبران نبود. فتل با پیروزی در ۹ مسابقهٔ پیاپی در یک فصل، رکورد تازه‌ای به ثبت رساند. همچنین با رکورد تعداد پیروزی پیاپی که در فصل‌های ۱۹۵۲ و ۱۹۵۳ توسط آلبرتو اسکاری ثبت شده‌بود و نیز تعداد پیروزی در یک فصل که توسط میشائیل شوماخر در فصل ۲۰۰۴ با ۱۳ پیروزی به ثبت رسیده‌بود، برابری کرد. پیروزی او در جایزه بزرگ مالزی بحث‌برانگیز بود؛ زیرا برخلاف دستور تیمی از مارک وبر سبقت گرفت تا پیروزی خود را قطعی کند. فتل پس از مسابقه از تیم خود عذرخواهی کرد. وبر در پایان آخرین فصل حضور خود در فرمول یک در سکوی سوم قرار گرفت. نتایج فتل و وبر منجر به قطعی شدن قهرمانی ردبول در مسابقات قهرمانی سازندگان در جایزه بزرگ هند شد.
فرناندو آلونسو از فراری نایب قهرمان شد. او در دو مسابقه پیروز شد و در ۵ مسابقه بر سکوی دوم ایستاد. ولی در چند مسابقه نیز نمایش ضعیفی داشت، از جمله نتوانست جایزه بزرگ مالزی را به پایان رساند. هم‌تیمی او فلیپه ماسا در رتبهٔ هشتم قرار گرفت. در نهایت، فراری با اختلاف ۶ امتیاز رتبهٔ دوم را تقدیم مرسدس کرد.
لوئیز همیلتون از مرسدس، با یک پیروزی و چهار مقام سومی، در رتبهٔ چهارم فصل قرار گرفت. در جایزه بزرگ مالزی، دستور تیمی به سوم شدن همیلتون کمک کرد. هرچند پس از مسابقه اعتراف کرد سکو حق رزبرگ بوده‌است. هم‌تیمی او نیکو رزبرگ نیز با وجود پیروزی در دو مسابقه، جایگاه ششم را به دست آورد. او در سه مسابقه به خط پایان نرسید و در چند مسابقه بداقبال بود.
کیمی رایکونن از لوتوس رتبهٔ پنجم را کسب کرد؛ هرچند به دلیل جراحی کمر، دو مسابقهٔ آخر را از دست داد. رایکونن برندهٔ مسابقهٔ افتتاحیه در استرالیا شد و در چند مسابقه در رتبهٔ دوم ایستاد. هم‌تیمی او رومن گروژان نیز که یک مقام دومی و چند مقام سومی را کسب کرده‌بود، در پایان فصل در رتبهٔ هفتم قرار گرفت. نمایش ضعیف در چند مسابقه باعث شد لوتوس رتبهٔ سوم را به فراری بدهد و در رتبهٔ چهارم قرار گیرد.
فصل ۲۰۱۳ فصل سختی برای مک‌لارن بود و بهترین رتبهٔ آن‌ها رتبهٔ چهارم جنسون باتن در برزیل بود. از فصل ۲۰۰۶ نخستین باری بود که مک‌لارن در هیچ مسابقه‌ای پیروز نشد و از فصل ۱۹۸۰ نخستین باری بود که هیچ سکویی کسب نکرد. فورس ایندیا که در نیمهٔ‌ابتدایی فصل نتایج خوبی به دست آورده بود، در نیمهٔ دوم فصل افت کرد و در هفت مسابقهٔ پیاپی تنها ۳ امتیاز به دست آورد. در سوی مقابل، ساوبر نیمهٔ اول فصل بسیار سختی داشت؛ ولی پس از آن نیکو هالکنبرگ در چند مسابقه نتایج خوبی به دست آورد.

## نتایج و رده‌بندی‌ها

### جایزه بزرگ‌ها
| مسابقه | جایزه بزرگ                | Pole position | Fastest lap       | رانندهٔ برنده   | سازندهٔ برنده |
| ------ | ------------------------- | ------------- | ----------------- | -------------- | ------------ |
| ۱      | جایزه بزرگ استرالیا       | سباستین فتل   | کیمی رایکونن      | کیمی رایکونن   | لوتوس-رنو    |
| ۲      | جایزه بزرگ مالزی          | سباستین فتل   | Sergio Pérez      | سباستین فتل    | ردبول-رنو    |
| ۳      | جایزه بزرگ چین            | لوئیز همیلتون | سباستین فتل       | فرناندو آلونسو | فراری        |
| ۴      | جایزه بزرگ بحرین          | نیکو رزبرگ    | سباستین فتل       | سباستین فتل    | ردبول-رنو    |
| ۵      | جایزه بزرگ اسپانیا        | نیکو رزبرگ    | Esteban Gutiérrez | فرناندو آلونسو | فراری        |
| ۶      | مسابقات جایزه بزرگ موناکو | نیکو رزبرگ    | سباستین فتل       | نیکو رزبرگ     | مرسدس        |
| ۷      | جایزه بزرگ کانادا         | سباستین فتل   | مارک وبر          | سباستین فتل    | ردبول-رنو    |
| ۸      | جایزه بزرگ بریتانیا       | لوئیز همیلتون | مارک وبر          | نیکو رزبرگ     | مرسدس        |
| ۹      | جایزه بزرگ آلمان          | لوئیز همیلتون | فرناندو آلونسو    | سباستین فتل    | ردبول-رنو    |
| ۱۰     | جایزه بزرگ مجارستان       | لوئیز همیلتون | مارک وبر          | لوئیز همیلتون  | مرسدس        |
| ۱۱     | جایزه بزرگ بلژیک          | لوئیز همیلتون | سباستین فتل       | سباستین فتل    | ردبول-رنو    |
| ۱۲     | جایزه بزرگ ایتالیا        | سباستین فتل   | لوئیز همیلتون     | سباستین فتل    | ردبول-رنو    |
| ۱۳     | جایزه بزرگ سنگاپور        | سباستین فتل   | سباستین فتل       | سباستین فتل    | ردبول-رنو    |
| ۱۴     | جایزه بزرگ کره            | سباستین فتل   | سباستین فتل       | سباستین فتل    | ردبول-رنو    |
| ۱۵     | جایزه بزرگ ژاپن           | مارک وبر      | مارک وبر          | سباستین فتل    | ردبول-رنو    |
| ۱۶     | جایزه بزرگ هند            | سباستین فتل   | کیمی رایکونن      | سباستین فتل    | ردبول-رنو    |
| ۱۷     | جایزه بزرگ ابوظبی         | مارک وبر      | فرناندو آلونسو    | سباستین فتل    | ردبول-رنو    |
| ۱۸     | جایزه بزرگ ایالات متحده   | سباستین فتل   | سباستین فتل       | سباستین فتل    | ردبول-رنو    |
| ۱۹     | جایزه بزرگ برزیل          | سباستین فتل   | مارک وبر          | سباستین فتل    | ردبول-رنو    |

### رده‌بندی رانندگان
به ۱۰ رانندهٔ برتر هر مسابقه بر اساس جدول زیر امتیاز داده شد:
| امتیاز | اول | دوم | سوم | چهارم | پنجم | ششم | هفتم | هشتم | نهم | دهم |
| امتیاز | ۲۵  | ۱۸  | ۱۵  | ۱۲    | ۱۰   | ۸   | ۶    | ۴    | ۲   | ۱   |

| رتبه | راننده              | استرالیا   | مالزی  | چین    | بحرین  | اسپانیا | موناکو | کانادا | بریتانیا | آلمان  | مجارستان | بلژیک  | ایتالیا | سنگاپور | کره ج. | ژاپن   | هند    | امارات | آمریکا | برزیل  | امتیاز |
| ---- | ------------------- | ---------- | ------ | ------ | ------ | ------- | ------ | ------ | -------- | ------ | -------- | ------ | ------- | ------- | ------ | ------ | ------ | ------ | ------ | ------ | ------ |
| ۱    | سباستین فتل         | ۳          | ۱      | ۴      | ۱      | ۴       | ۲      | ۱      | انصراف   | ۱      | ۳        | ۱      | ۱       | ۱       | ۱      | ۱      | ۱      | ۱      | ۱      | ۱      | ۳۹۷    |
| ۲    | فرناندو آلونسو      | ۲          | انصراف | ۱      | ۸      | ۱       | ۷      | ۲      | ۳        | ۴      | ۵        | ۲      | ۲       | ۲       | ۶      | ۴      | ۱۱     | ۵      | ۵      | ۳      | ۲۴۲    |
| ۳    | مارک وبر            | ۶          | ۲      | انصراف | ۷      | ۵       | ۳      | ۴      | ۲        | ۷      | ۴        | ۵      | ۳       | ۱۵†     | انصراف | ۲      | انصراف | ۲      | ۳      | ۲      | ۱۹۹    |
| ۴    | لوئیز همیلتون       | ۵          | ۳      | ۳      | ۵      | ۱۲      | ۴      | ۳      | ۴        | ۵      | ۱        | ۳      | ۹       | ۵       | ۵      | انصراف | ۶      | ۷      | ۴      | ۹      | ۱۸۹    |
| ۵    | کیمی رایکونن        | ۱          | ۷      | ۲      | ۲      | ۲       | ۱۰     | ۹      | ۵        | ۲      | ۲        | انصراف | ۱۱      | ۳       | ۲      | ۵      | ۷      | انصراف |        |        | ۱۸۳    |
| ۶    | نیکو رزبرگ          | انصراف     | ۴      | انصراف | ۹      | ۶       | ۱      | ۵      | ۱        | ۹      | ۱۹†      | ۴      | ۶       | ۴       | ۷      | ۸      | ۲      | ۳      | ۹      | ۵      | ۱۷۱    |
| ۷    | رومن گروژان         | ۱۰         | ۶      | ۹      | ۳      | انصراف  | انصراف | ۱۳     | ۱۹†      | ۳      | ۶        | ۸      | ۸       | انصراف  | ۳      | ۳      | ۳      | ۴      | ۲      | انصراف | ۱۳۲    |
| ۸    | فلیپه ماسا          | ۴          | ۵      | ۶      | ۱۵     | ۳       | انصراف | ۸      | ۶        | انصراف | ۸        | ۷      | ۴       | ۶       | ۹      | ۱۰     | ۴      | ۸      | ۱۲     | ۷      | ۱۱۲    |
| ۹    | جنسون باتن          | ۹          | ۱۷†    | ۵      | ۱۰     | ۸       | ۶      | ۱۲     | ۱۳       | ۶      | ۷        | ۶      | ۱۰      | ۷       | ۸      | ۹      | ۱۴     | ۱۲     | ۱۰     | ۴      | ۷۳     |
| ۱۰   | نیکو هولکنبرگ       | DNS        | ۸      | ۱۰     | ۱۲     | ۱۵      | ۱۱     | انصراف | ۱۰       | ۱۰     | ۱۱       | ۱۳     | ۵       | ۹       | ۴      | ۶      | ۱۹†    | ۱۴     | ۶      | ۸      | ۵۱     |
| ۱۱   | Sergio Pérez        | ۱۱         | ۹      | ۱۱     | ۶      | ۹       | ۱۶†    | ۱۱     | ۲۰†      | ۸      | ۹        | ۱۱     | ۱۲      | ۸       | ۱۰     | ۱۵     | ۵      | ۹      | ۷      | ۶      | ۴۹     |
| ۱۲   | Paul di Resta       | ۸          | انصراف | ۸      | ۴      | ۷       | ۹      | ۷      | ۹        | ۱۱     | ۱۸†      | انصراف | انصراف  | ۲۰†     | انصراف | ۱۱     | ۸      | ۶      | ۱۵     | ۱۱     | ۴۸     |
| ۱۳   | آدریان زوتیل        | ۷          | انصراف | انصراف | ۱۳     | ۱۳      | ۵      | ۱۰     | ۷        | ۱۳     | انصراف   | ۹      | ۱۶†     | ۱۰      | ۲۰†    | ۱۴     | ۹      | ۱۰     | انصراف | ۱۳     | ۲۹     |
| ۱۴   | دنیل ریکاردو        | انصراف     | ۱۸†    | ۷      | ۱۶     | ۱۰      | انصراف | ۱۵     | ۸        | ۱۲     | ۱۳       | ۱۰     | ۷       | انصراف  | ۱۹†    | ۱۳     | ۱۰     | ۱۶     | ۱۱     | ۱۰     | ۲۰     |
| ۱۵   | Jean-Éric Vergne    | ۱۲         | ۱۰     | ۱۲     | انصراف | انصراف  | ۸      | ۶      | انصراف   | انصراف | ۱۲       | ۱۲     | انصراف  | ۱۴      | ۱۸†    | ۱۲     | ۱۳     | ۱۷     | ۱۶     | ۱۵     | ۱۳     |
| ۱۶   | Esteban Gutiérrez   | ۱۳         | ۱۲     | انصراف | ۱۸     | ۱۱      | ۱۳     | ۲۰†    | ۱۴       | ۱۴     | انصراف   | ۱۴     | ۱۳      | ۱۲      | ۱۱     | ۷      | ۱۵     | ۱۳     | ۱۳     | ۱۲     | ۶      |
| ۱۷   | والتری بوتاس        | ۱۴         | ۱۱     | ۱۳     | ۱۴     | ۱۶      | ۱۲     | ۱۴     | ۱۲       | ۱۶     | انصراف   | ۱۵     | ۱۵      | ۱۳      | ۱۲     | ۱۷     | ۱۶     | ۱۵     | ۸      | انصراف | ۴      |
| ۱۸   | پاستور مالدونادو    | انصراف     | انصراف | ۱۴     | ۱۱     | ۱۴      | انصراف | ۱۶     | ۱۱       | ۱۵     | ۱۰       | ۱۷     | ۱۴      | ۱۱      | ۱۳     | ۱۶     | ۱۲     | ۱۱     | ۱۷     | ۱۶     | ۱      |
| ۱۹   | ژول بیانچی          | ۱۵         | ۱۳     | ۱۵     | ۱۹     | ۱۸      | انصراف | ۱۷     | ۱۶       | انصراف | ۱۶       | ۱۸     | ۱۹      | ۱۸      | ۱۶     | انصراف | ۱۸     | ۲۰     | ۱۸     | ۱۷     | ۰      |
| ۲۰   | Charles Pic         | ۱۶         | ۱۴     | ۱۶     | ۱۷     | ۱۷      | انصراف | ۱۸     | ۱۵       | ۱۷     | ۱۵       | انصراف | ۱۷      | ۱۹      | ۱۴     | ۱۸     | انصراف | ۱۹     | ۲۰     | انصراف | ۰      |
| ۲۱   | هیکی کوالاینن       |            |        |        |        |         |        |        |          |        |          |        |         |         |        |        |        |        | ۱۴     | ۱۴     | ۰      |
| ۲۲   | Giedo van der Garde | ۱۸         | ۱۵     | ۱۸     | ۲۱     | انصراف  | ۱۵     | انصراف | ۱۸       | ۱۸     | ۱۴       | ۱۶     | ۱۸      | ۱۶      | ۱۵     | انصراف | انصراف | ۱۸     | ۱۹     | ۱۸     | ۰      |
| ۲۳   | Max Chilton         | ۱۷         | ۱۶     | ۱۷     | ۲۰     | ۱۹      | ۱۴     | ۱۹     | ۱۷       | ۱۹     | ۱۷       | ۱۹     | ۲۰      | ۱۷      | ۱۷     | ۱۹     | ۱۷     | ۲۱     | ۲۱     | ۱۹     | ۰      |
| رتبه | راننده              | استرالیا   | مالزی  | چین    | بحرین  | اسپانیا | موناکو | کانادا | بریتانیا | آلمان  | مجارستان | بلژیک  | ایتالیا | سنگاپور | کره ج. | ژاپن   | هند    | امارات | آمریکا | برزیل  | امتیاز |
| رتبه | راننده              | جایزه بزرگ |        |        |        |         |        |        |          |        |          |        |         |         |        |        |        |        |        |        | امتیاز |

- پررنگ - خط یک
- مورب - سریع‌ترین دور

یادداشت:
- † — راننده علی‌رغم به پایان نرساندن مسابقه، به علت طی کردن بیش از ۹۰٪ مسیر، در رده‌بندی قرار گرفت.